# Stora Örskär, Korpo
Stora Örskär är en ö i Finland. Den ligger i Skärgårdshavet och i kommunen Pargas i den ekonomiska regionen  Åboland i landskapet Egentliga Finland, i den sydvästra delen av landet. Ön ligger omkring 75 kilometer söder om Åbo och omkring 180 kilometer väster om Helsingfors.
Öns area är 9 hektar och dess största längd är 470 meter i sydöst-nordvästlig riktning.